# Pornografía gay

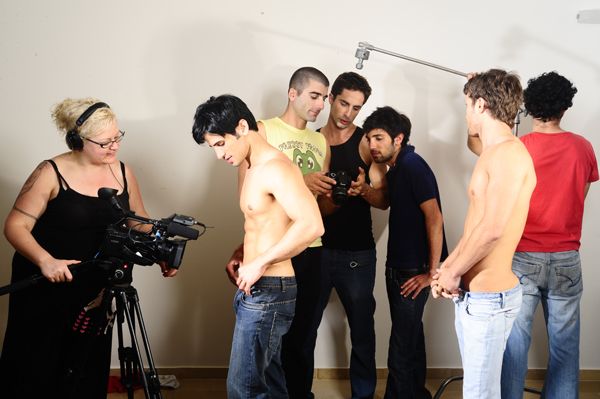
Set de rodaje de Men of Israel de Lucas Entertainment, del director Michael Lucas.

La pornografía gay es el contenido audiovisual que representa las relaciones sexuales y tiene como objetivo la excitación sexual de la audiencia homosexual. Existe una variante denominada porno blando que fue el origen de la actual pornografía y que no solo está orientada al público homosexual sino también al heterosexual femenino.
Aunque la pornografía ha estado sobre todo orientada al público heterosexual y homosexual, dada la prevalencia de esta orientación, los objetos y el arte homoerótico tienen una larga historia que se remonta hasta la Antigua Grecia.
La pornografía moderna inicia su auge a partir de la revolución sexual (Edad de Oro del porno) durante los años 1970.
Desde que se inventó la fotografía, el cine y otros medios de difusión de imagen y vídeo, prácticamente todos ellos se han usado para almacenar pornografía homosexual. Actualmente la industria de la pornografía homosexual centra sus productos principalmente en páginas de Internet y canales temáticos en televisión.

## Pornografía gay por países y regiones

### Argentina

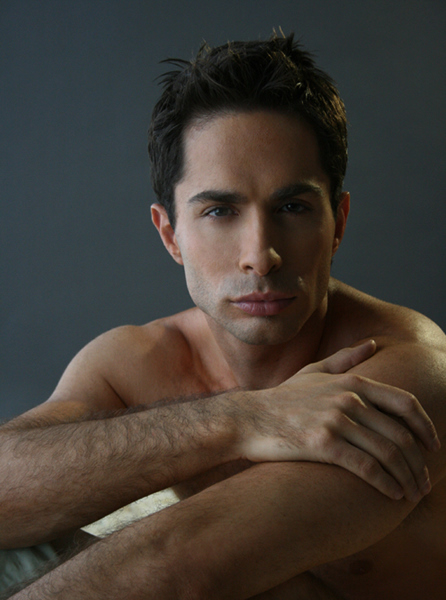
Michael Lucas, actor, director y productor de pornografía gay.

Durante los años 1960, existió un verdadero cambio de la humanidad ante la películas pornográficas, anteriormente no se mostraban escenas pornográficas en las películas y vídeos. Ya a principios de esa década y a finales de los años 1950, el cine erótico era conocido en Argentina y se realizaron varias producciones en el país, como las grandes películas de Isabel Sarli, donde se presentan escenas bisexuales como en Fuego (película de 1969), dirigida por Armando Bo. Desde entonces, el cine erótico comenzó a conocerse, más tarde las películas pornográficas norteamericanas llegan al país. 
En la década de 1970, aunque era posible ver escenas sexuales en el cine, no se destacaba la bisexualidad. A finales de los años 1970 y principios de los 1980, surge una gran categoría en el cine pornográfico. Los argentinos participan desnudos frente a las cámaras y más tarde, en el siglo XXI, en la ciudad de Buenos Aires (Argentina) y otras partes del país, se crean vídeos cortos, documentales y películas de pornografía gay. En los años 2000, ya se publican revistas con este contenido, y vídeo-series de los actores Tommy Lima, Tobias Bianco y Santiago Mansur. Jorge Schmeda, es conocido como el actor porno más destacable de Argentina, ya que representó a su país en Gay International. Adam Champ, se ha convertido en unos de los iconos del mundo erótico masculino desde el momento que pisó un set de grabación. En la actualidad, existen una gran cantidad de espectadores argentinos de los vídeos pornográficos en Internet, realización de porno casero, fotografías y escenas sexuales.

### Estados Unidos
El homoerotismo ha estado presente en la fotografía y las películas desde su invención. Durante mucho tiempo las imágenes de contenido sexual fueron censuradas y permanecieron en la clandestinidad. En particular, la tenencia de material pornográfico homosexual constituyó un delito en muchos estados, según la ley de sodomía. En el año 2003 la Corte Suprema de Estados Unidos declaró ilegales estas leyes. Lawrence v. Texas

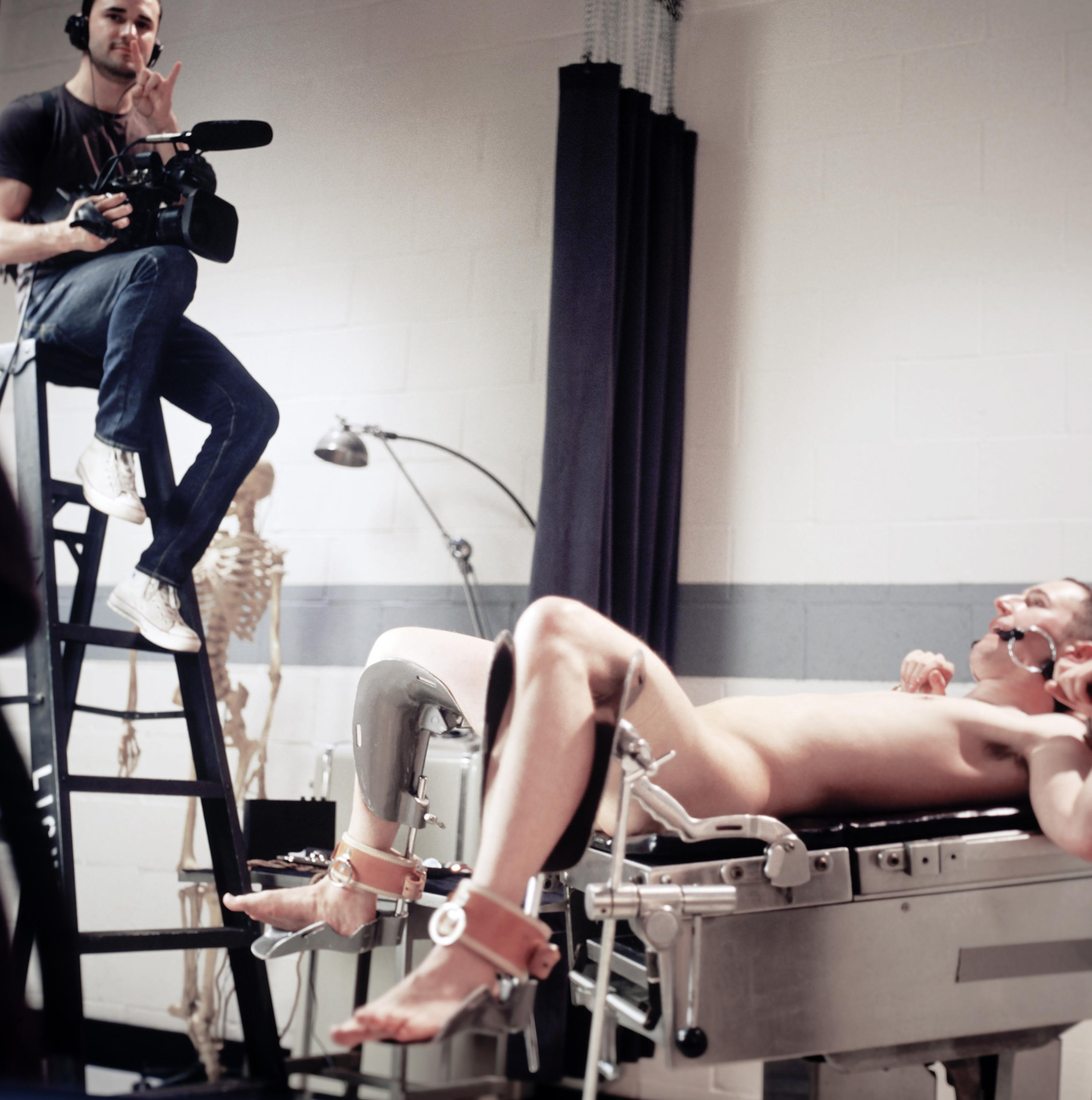
Set de rodaje de una película pornográfica gay.

Sin embargo, las películas con sexo explícito (stag films, como se denominaron antes de su legalización en 1970) se empezaron a producir casi desde el momento de la invención del cine. La primera película pornográfica de la que se tiene constancia se produjo en Europa en 1908. La primera película pornográfica de contenido homosexual (y bisexual) fue la película francesa Le ménage moderne du Madame Butterfly, producida y distribuida en 1920. Casi todos los historiadores consideran que la primera película estadounidense homoerótica fue A Free Ride, producida y distribuida en 1915. Sin embargo hasta 1929 no se produjo la primera película pornográfica homosexual The Surprise of a Knight.
Las restricciones legales hicieron que la pornografía homosexual fuera clandestina y que solo se comercializaran fotografías de hombres solos, desnudos o en tanga. En las décadas de 1940 y 1950 la pornografía se centró en hombres atléticos o que practicaban culturismo en posiciones estáticas. Normalmente eran jóvenes, musculados y con poco o nada de vello corporal. Las imágenes se distribuían en revistas de culturismo, que permitían pasar a los consumidores por entusiastas de esta disciplina. A este tipo de revistas en Estados Unidos se las conoció como "beefcake".
"Athletic Model Guild" (AMG), fundado por el fotógrafo Bob Mizer en Los Ángeles (California) en 1945, fue posiblemente el primer estudio creado para producir material comercial específicamente para hombres homosexuales. Publicó su primera revista conocida como Physique Pictorial en 1951. Se publicaron dibujos de Tom of Finland sobre distintos temas. Bob Mizer produjo aproximadamente un millón de imágenes y cientos de películas antes de su muerte, el 12 de mayo de 1992. A finales de la década de los sesenta y principios de los setenta, llega la película de 16 milímetros, donde se produce filmaciones en donde se puede decir que comenzó a existir escenas que verdaderamente demuestran actos sexuales entre hombres como la masturbación, etcétera. La venta de esos productos, era por correo o canales discretos. Algunos espectadores deberían viajar por todo el país para obtener las fotografías y películas que deseaban. En los setenta, comienza una nueva revolución donde el cine pornográfico comienza a destacarse y hacerse visible, aunque era un gran conflicto para el gobierno, que le preocupaba que las personas les atraía este tipo de cine, e incluso eran demostrados en los grandes salones y obras teatrales.
La década de 1960 fue un período en el que muchos cineastas del mundo "underground" metieron contenido homoerótico o explícitamente pornográfico en sus producciones. La película de Kenneth Anger Scorpio Rising (1963), la película de Andy Warhol Blow Job (1964) y My Hustler (1965), o la película de Paul Morrissey Flesh (1968) son ejemplos de cine experimental que más tarde influyeron en el cine pornográfico homosexual. Tyler Gajewski fue uno de los actores más reconocidos de la época, apareció en películas de Warhol y Morrissey así como en los trabajos que Mizer realizó para AMG. También destacó Joe Dallesandro, que actuó en películas pornográficas a sus 20 años, posó desnudo para Francesco Scavullo, Bruce Bellas, Bob Mize y más tarde actuó en películas de Warhol como Flesh, llegando a hacerse famoso. En 1969 la revista time le reconoció como uno de los hombres más atractivos del mundo de los 60 y apareció en la portada de la revista Rolling Stone en 1971.

#### Revolución sexual

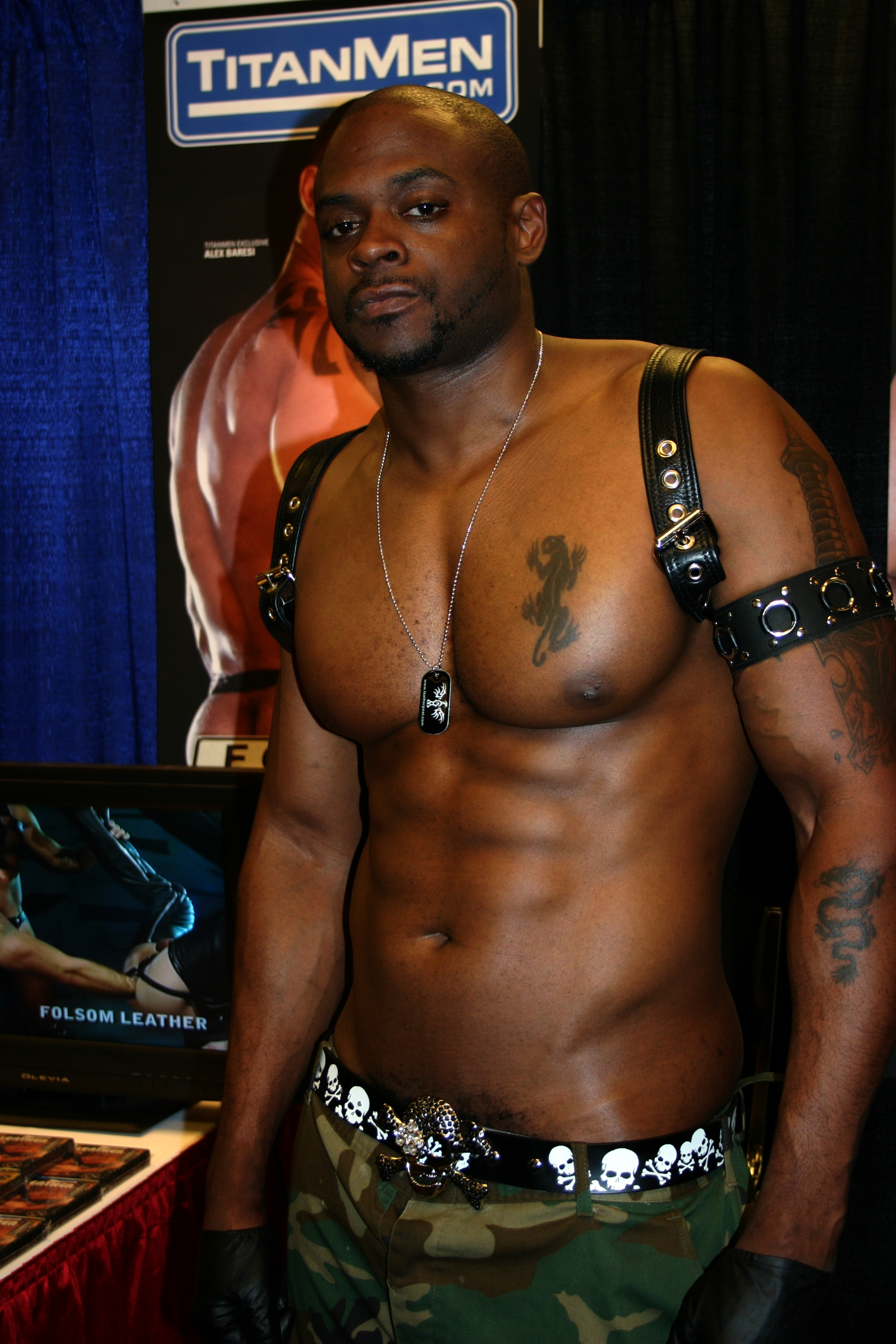
Diesel Washington.

Durante la época de 1960, una de las series de la Corte Suprema de Estados Unidos, llegó a crear un entorno jurídico que estaba más liberalizado y permitió la comercialización de la pornografía en Estados Unidos con varios países en el exterior. El caso es notable por su fallo que las fotografías de hombres desnudos no son obscenos, una implicación que abrió el Servicio Postal de Estados Unidos para masculinos desnudos revistas pornográficas, especialmente aquellos que atienden a los hombres gay.
Wakefield Poole 's Boys in the Sand, protagonizada por Casey Donovan, puede considerarse uno de los primeros largometrajes de pornografía gay, junto con las obras de cineastas como Pat Rocco y el Teatro Park, Los Ángeles (California), alrededor de 1970. Luego, Boys in the Sand se exhibió en un teatro en Nueva York a finales de 1971. Más tarde, en el mundo pornográfico, Deep Throat es reconocida en 1972 como un fenómeno popular de los Estados Unidos y mundialmente.
La producción de películas pornografía gay se expandió durante la década de los setenta. Algunos estudios de películas, para el creciente número de homosexuales salas de cine para adultos, donde los hombres también podrían tener encuentros sexuales. A menudo, las películas reflejan la liberación sexual que los hombres gais estaban experimentando en ese momento, que representa a los numerosos espacios públicos donde los hombres participan en el sexo: casas de baños, clubes de sexo, playas, e incluso en grandes salones de fiestas. 
En 1973, la película Nights in Black Leather fue la primera película pornográfica más importante, diseñada para atraer a los hombres homosexuales y bisexuales, e incluso, esta fue conocida en varias partes del mundo, como en América Latina y Europa. 
Los años 1960 y 1970 también vio el surgimiento de la publicación gay con After Dark y Thinks of Michael. Durante este tiempo muchas más revistas se fundaron, incluyendo In Touch y Blueboy. Playgirl, al parecer producido por las mujeres, fue comprado y disfrutado por hombres gay y cuentan con desnudos e imágenes de Softcore.

#### Década de 1980
En la década de 1980, fue un periodo de transición para la pornografía gay. La proliferación de aparatos de vídeos, realizó vídeos de pornografía de accesos fáciles, ya que sus precios disminuyeron. Luego el mercado de los videos caseros para adultos destinados para los espectadores, tuvo un avance lucrativo. A mediado de los ochenta, surge la nueva norma de liberar películas pornográficas directamente en vídeos, lo que significó la amplia desaparición en los cines, ya que era un lugar público. Además, la grabación de vídeo es más asequible, una multitud de productores entró en el mercado, hacer vídeos de pornografía de bajo presupuesto.
El cambio de ver pornografía como una actividad pública al hacerlo en privado, fue influenciado por el descubrimiento de VIH y posterior crisis del Sida. Varios actores pornográficos fallecieron por esta enfermedad. Los espacios públicos para el sexo, como teatros, se hizo menos atendidos, cuando en la década de los ochenta se convirtió en un comportamiento mucho más riesgoso. 
En los años 1970, las películas habían contenido un poco de descubrimientos y exploraciones, de nuevas formas de representar los actos sexuales. En los ochenta, por el contrario, todas las películas parecían estar realizadas y hechas con la virtud de conjunto en no estar escritas por reglas y convenciones. La mayoría de las escenas, comenzarían con pocas líneas de diálogos e incluso algunas serían escenas dramáticas antes de tener sexo, luego la penetración anal y terminada con la eyaculación de él o ambos actores. Las escenas fueron compuestas a menudo de extendido imágenes del mismo acto filmado desde diferentes puntos de vistas utilizando múltiples cámaras. La calidad de la imagen y el sonido eran a menudo muy pobres.
Grandes directores como Matt Sterling, Eric Peterson, John Travis, y William Higgins establecen el estándar para los modelos de la década. Los artistas que proyectan eran especialmente jóvenes, por lo general aparece en alrededor de las edades de 22 o 23 años de edad. Se reconocían actores delgados y no profesionales. La parte superior en el sexo anal es el socio penetrante, que, en estas películas, por lo general tiene un cuerpo más musculoso y el pene de mayor tamaño. La parte inferior, o receptor de sexo anal, en las películas es a menudo más pequeñas ya veces más afeminado. Las estrellas de la década eran casi siempre las tapas, mientras que los de fondos eran intercambiables (con la excepción de Joey Stefano, se convirtió desde entonces una gran estrella popular).
En esta época, se descubrieron hombres heterosexuales que realizaban sexo gay por razones monetarias, se consideran un bien escaso en el comercio del sexo gay, pero los productores más grande de esta época podían pagarlos. Muchos críticos atribuyeron el convencionalismo de la pornografía gay de los años 1980 a esta tendencia.

#### Los 90

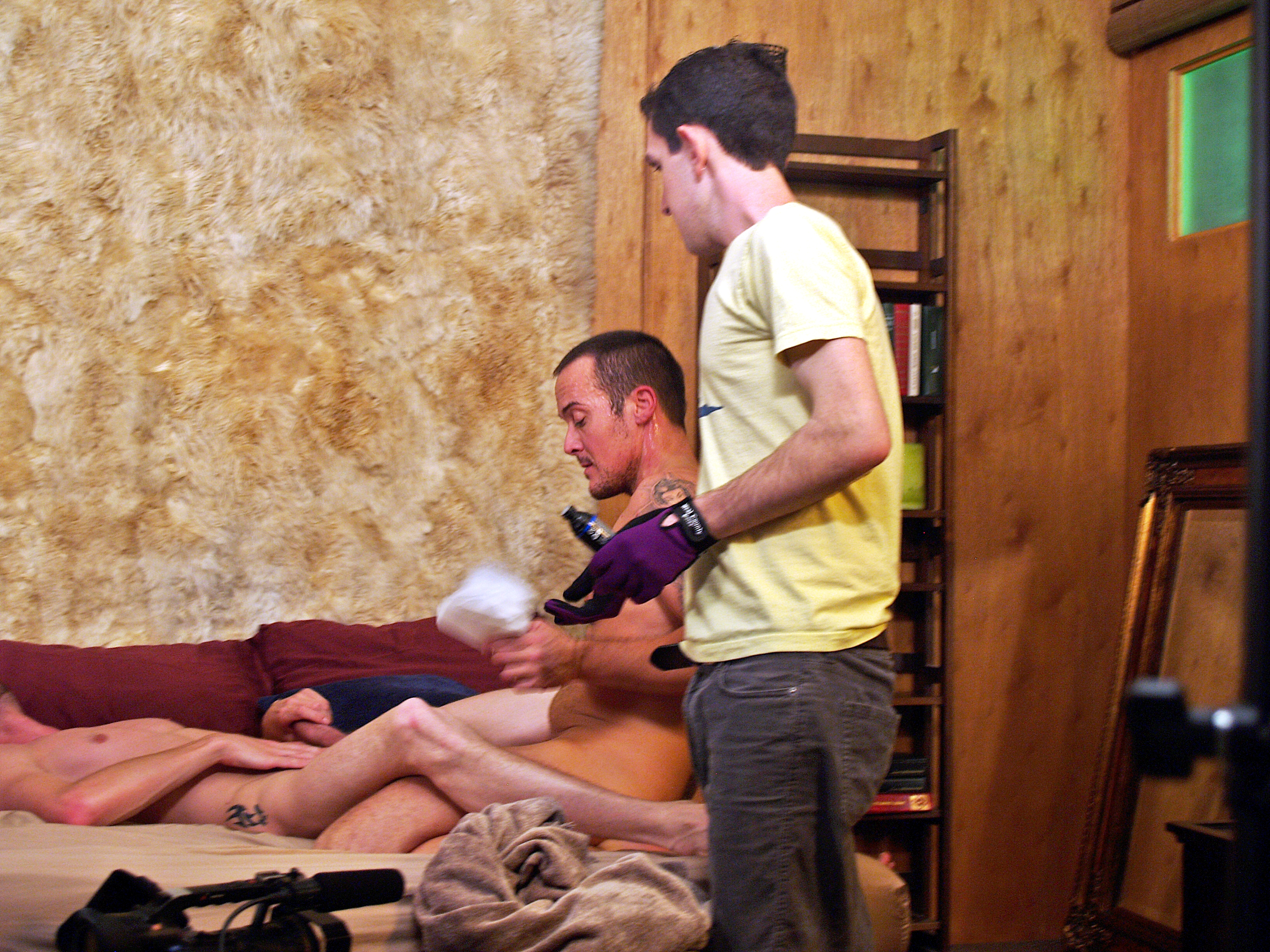
Set de una película pornográfica gay.

La industria de la pornografía gay diversificó constantemente durante la década de 1990. Fue reconocida mundialmente. En 1989, el director Kristen Bjorn hizo un negocio pornográfico, fue considerado como el establecimiento para los productores de esta categoría de cines. Además, este era un fotógrafo profesional y las imágenes de los vídeos fue considerado de alta calidad. Como ex estrella de la pornografía sí mismo, se dirigió a sus modelos con cuidado, lo que ayudó a mejorar la credibilidad de los actores. 
Otros directores tenían que mejorar su calidad técnica para mantenerse al día con las demandas de su público, lo que causaba un gran conflicto desde entonces. El cambio significativo en esta época, fue la explosión en el mercado, muchos vídeos comenzaron a ser producidos por los espectadores con sus gustos específicos (es decir, la pornografía aficionada, escenas que se demostraban personajes como militares uniformados, artistas transexuales, artistas pertenecientes a determinados grupos étnicos, entre otras), esto realizó una producción de personas involucradas y el consumo de la pornografía.
La industria de la pornografía gay creció sustancialmente en popularidad durante la década de 1990, evolucionando hacia una subcultura complejo e interactiva. Los consejeros profesionales, técnicos u operadores de cubierta y los artistas empezaron a dedicarse a la pornografía como una carrera, su trabajo sostenido por medios emergentes pornográficas y críticos influyentes, tales como Mikey Skee. La evolución de este cine ya era totalmente conocido por millones de espectadores en todo el mundo.

#### SigloXXI

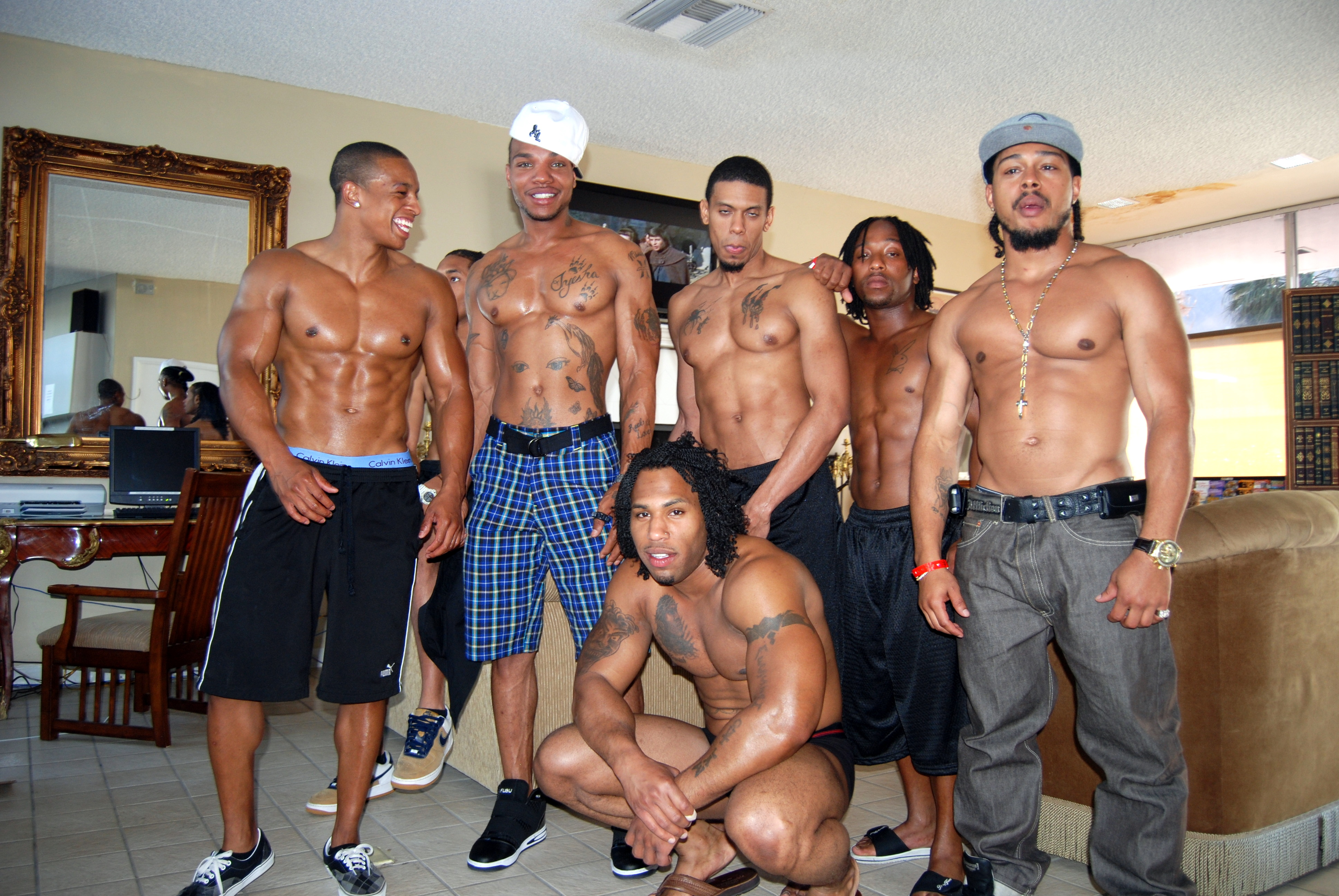
Ganadores del Blatino Erotica Awards.

En el siglo XXI, la pornografía gay se ha convertido en una empresa altamente rentable. Muchos géneros de pornografía se ha destacado, e incluso algunas con imágenes violentas como el masoquismo y cambiantes intereses. Actualmente existe cierta controversia respecto a los estudios que producen riesgos en los vídeos (bareback, o vídeos de penetración sexual sin condón). Empresas como "Mainstream", "Falcon Entertainment", "Hot House Entertainment", "Channel 1 Releasing", "Lucas Entertainment", "Raging Stallion Studios", "Lucas Kazan Productions", "Titan Media" y "LGBT" afirman que los vídeos sin condón pueden promover prácticas sexuales de riesgo con las escenas sobre sexo casual y contribuir así a la endemia del VIH/SIDA, tanto en la industria de la pornografía y de la comunidad LGBT en su conjunto. La polémica se remonta hace unos años de la crisis del VIH, cuando casi todas las empresas de producción de pornografía gay requieren voluntariamente sus modelos a usar condones para el sexo anal, como una manera de fomentar las prácticas de sexo seguro, así como también de hacer público si están tomando profilaxis preexposición para el VIH (PreP).
Una de las obras importantes, es de la producción "Lucas Kazan Productions", adaptó con éxito varios clásicos de la literatura; como Decameron: Two Naughty Tales. La premisa de cifras de la industria, en particular Chi Chi LaRue, es que la pornografía gay sirve como un foro de referencia para la enseñanza de las habilidades sexuales más seguras y el modelado de comportamientos sexuales saludables. Paul Morris ha expresado su convicción de que, "En gran medida, la mentalidad gay actual que rodea al VIH es el resultado de una generación de hombres que viven con trastorno de estrés postraumático y no pueden conseguir el apoyo y la ayuda que necesitan".

### Italia
Cuando a principios de los ochenta se eliminó la pornografía gay, con una invasión masiva de cintas de video y otro material de los Estados Unidos, Italia también trató de construir su propio mercado. Muchos directores de películas heterosexuales y / o eróticas intentaron aprovechar esta nueva tendencia insertando escenas gay en sus películas, pero los intentos no tuvieron éxito, con poca apreciación por parte del público heterosexual. Uno de los primeros actores que se involucraron en este género fue Lionello Pettinato, un actor que ya había aparecido en sesiones de fotos en revistas dirigidas a una audiencia gay, Pettinato trabajó en Pornovideo y Caldo perfume di vergine films., ambos desde 1981. Otro exponente de esta nueva película fue Fernando Arcangeli, quien trabajó para directores como Joe D'Amato y Claudio Caligari en las películas Emanuelle en América, Black Sex, Come, Come to me, mi amor y muchos otros. Arcangeli fue más que nada llamado a interpretar roles extremadamente afeminados si no estaba disfrazado. A diferencia de Pettinato, que tuvo una carrera muy corta limitada a solo tres películas, Arcangeli fue apreciado por el público heterosexual gracias a sus actuaciones del personaje cómico.
Una verdadera industria del porno gay nunca se ha apoderado de Italia, solo algunas producciones nativas se hicieron a finales de los noventa, Uno de los más grandes exponentes es Lucas Kazan, un director que ha trabajado con los directores pornográficos más importantes de los homosexuales. Con Men of Odyssey, Kazan grabó una de las primeras películas ambientadas en Italia y con un reparto totalmente italiano. La película en cuestión es Journey to Italy, un título que rinde homenaje a la película de Roberto Rossellini, Viaggio in Italia, otros títulos producidos después de Hotel Italia y Italian Style.bajo la etiqueta de Lucas Kazan Productions. Solo las dos primeras películas de Kazan se distribuyeron regularmente en Italia, las siguientes se distribuyeron para el mercado extranjero, para proteger la identidad de algunos modelos italianos.
A pesar de estas producciones locales, muchos aspirantes a actores porno buscan su fortuna en los Estados Unidos, actores duros como los italianos Francesco D'Macho, Alex Baresi, Carlo Masi y Alex Marte trabajan diligentemente para los estudios estadounidenses más famosos.

### En África
En varios países del continente Africano, no se ha dado ninguna orden o información sobre determinado tema, pero en casos como Argelia, Marruecos, Mauritania, Egipto, Nigeria, Sudán, Etiopía, Somalia y Botsuana, la pornografía es totalmente ilegal. En algunos países islámicos, todo tipo de pornografía es ilegal, hasta el punto de que puede afectar incluso a billetes bancarios. En varios países de África, la bisexualidad es una sentencia de muerte y no aceptada en la sociedad.

### En Asia
También algunos casos para Asia, como China, que todo aquel contenido pornográfico, es ilegal.

## Audiencia
En agosto del 2005, la estrella porno Jenna Jameson lanzó "Thrust Club", un sitio web interactivo con vídeos pornográficos de contenido gay para hombres, así pueda atraer al público bisexual también. Algunas mujeres lesbianas y bisexuales también son fanáticas de la pornografía gay masculina, por sus hombres con estilo femenino. Un análisis realizado por Mother Jones encontró que Pakistán es líder mundial en el porno gay buscando en Internet, luego Argentina y más tarde Estados Unidos.

## Pornografía homosexual en Internet y televisión

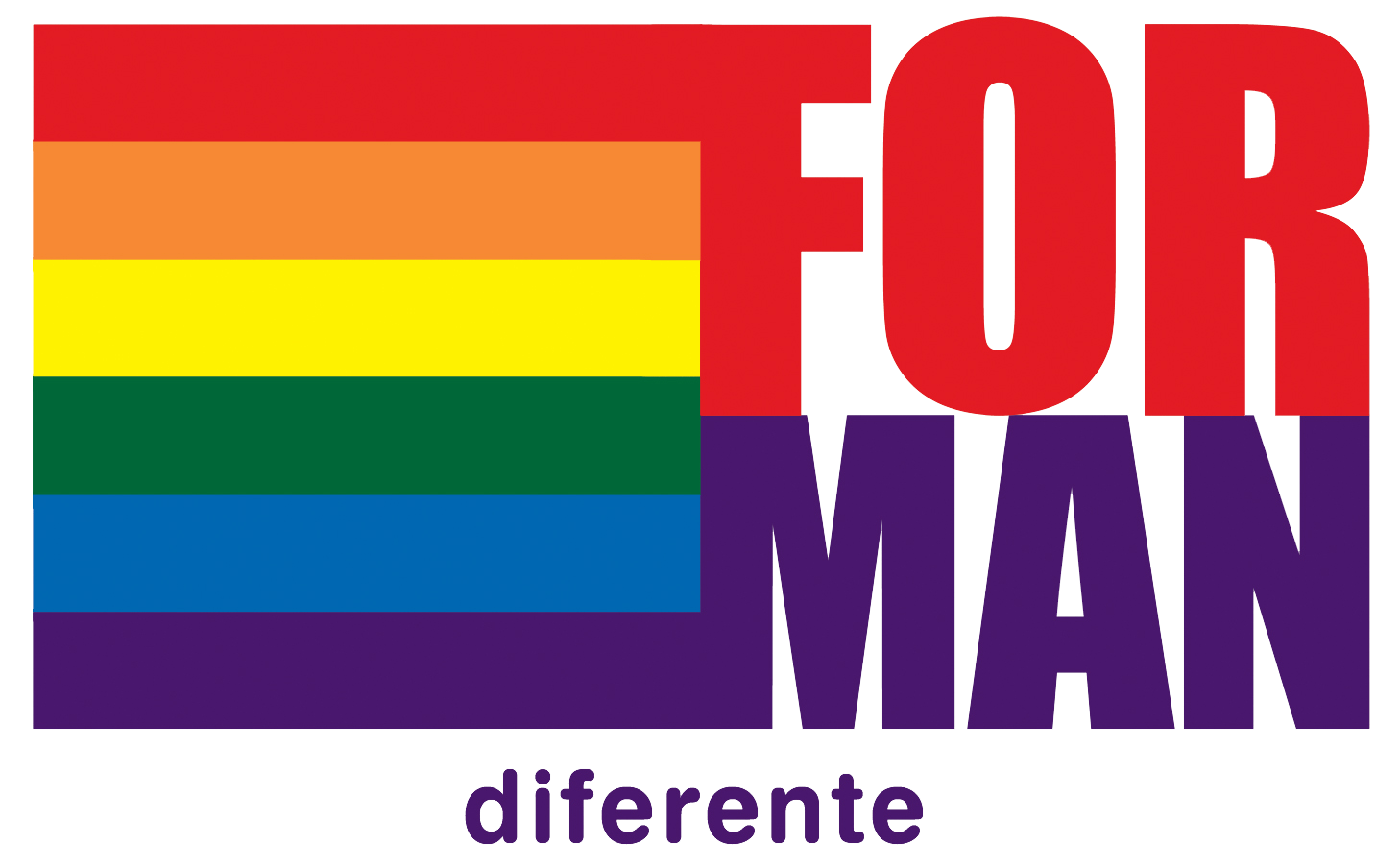
Canal Argentino For Man.

Se calcula que hay alrededor de más de 1000 páginas de contenido pornográfico Gay en Internet, en el cual, Estados Unidos es el mayor productor de cines en estas categorías y Pakistán, Argentina, Brasil y países asiáticos, son los mayores espectadores que se cree, que se pueden gastar millones por cada vídeo que se ve en esos países. En las páginas web, se pueden demostrar en formatos de Películas, vídeos cortos, WebCam e imágenes.
El proveedor de servicios Globosat, es propietario del canal For Man, un canal de televisión Argentina, que se muestran videos de contenidos pornografía gay, donde se ve sus transmisiones en América y Europa.

## Gay for pay
En 2010, George Duroy, fundador de la compañía pornográfica Bel Ami, concedió una entrevista a Towleroad y dijo lo siguiente en referencia a los actores gay-for-pay:

El porno "gay" nunca estuvo dominado por modelos homosexuales y, en el caso de Bel Ami, ni siquiera la mitad de los empleados son homosexuales (en los últimos tres años, han nacido siete bebés de nuestros empleados). El porno gay debería llamarse con más precisión "porno exclusivamente masculino". No lo veo necesariamente como una diferencia cultural: la mayoría de los modelos que trabajan para Corbin Fisher o Sean Cody también son heterosexuales. Conozco a algunos modelos homosexuales en EE. UU. que afirmaron ser heterosexuales para conseguir trabajo en algunos de los estudios estadounidenses.